# فرودگاه اسپادارو
فرودگاه اسپادارو (به انگلیسی: Spadaro Airport) یک فرودگاه همگانی است که یک باند فرود آسفالت دارد و طول باند آن ۷۳۲ متر است. این فرودگاه در کشور ایالات متحده آمریکا قرار دارد و در ارتفاع ۱۵٫۲ متری از سطح دریا واقع شده است.